# Walt Weiss
Walter William Weiss (né le 28 novembre 1963 à Tuxedo, New York, États-Unis) est un joueur de baseball qui a évolué à la position d'arrêt-court dans les Ligues majeures de 1987 à 2000. Il est manager des Rockies du Colorado de 2013 à 2016.
Comme joueur, Walt Weiss est recrue par excellence de la Ligue américaine en 1988 et gagnant de la Série mondiale 1989 avec les Athletics d'Oakland. En 1993, il réussit le premier coup sûr de plus d'un but (un triple) et récolte les deux premiers points produits de l'histoire de la franchise des Marlins de Miami. Il reçoit une sélection au match des étoiles, en 1998 avec les Braves d'Atlanta.

## Carrière de joueur

### Athletics d'Oakland

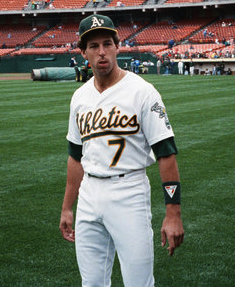
Walt Weiss en 1989 avec les Athletics d'Oakland.

Walt Weiss est un choix de première ronde des Athletics d'Oakland en 1985. Il joue son premier match dans les majeures le 12 juillet 1987.
Après 16 parties jouées pour les Athletics en 1987, il obtient le poste d'arrêt-court de l'équipe en 1988. Son solide jeu défensif compense pour une moyenne au bâton plutôt ordinaire (,250) et il est élu recrue de l'année dans la Ligue américaine. Il est le 3e joueur des A's en 3 ans à remporter ce titre, après Jose Canseco et Mark McGwire.
Weiss aide l'équipe d'Oakland dans la conquête de trois championnats consécutifs (1988-1990) et fait partie de l'équipe championne de la Série mondiale 1989. Blessé en séries éliminatoires de 1990 face aux Red Sox de Boston, il rate la série finale où les A's s'inclinent devant les Reds de Cincinnati.

### Marlins de la Floride
Après la saison 1992, il est transféré aux Marlins de la Floride en retour du receveur Eric Helfand et du lanceur Scott Baker.
Le 5 avril 1993 à Miami, Weiss est l'arrêt-court partant des Marlins au tout premier match de leur histoire. En deuxième manche du match contre les Dodgers de Los Angeles, il produit à l'aide d'un triple les deux premiers points de l'histoire de la franchise. C'est le premier triple et le premier coup sûr de plus d'un but de l'histoire des Marlins.

### Rockies du Colorado
Weiss signe comme agent libre avec les Rockies du Colorado, devenant le premier joueur à s'aligner pour les deux équipes de l'expansion de 1993. Il joue pour les Rockies de 1994 à 1997, aidant le club à décrocher une première qualification en séries éliminatoires en 1995 puis établissant des sommets personnels de 146 coups sûrs, 8 coups de circuit et 48 points produits en 1996.

### Braves d'Atlanta
Il signe comme agent libre avec les Braves d'Atlanta après son séjour au Colorado. Durant ses trois années avec les Braves (de 1997 à 2000), l'équipe remporte trois championnats de la division Est. En 1998, Weiss obtient sa seule sélection en carrière pour le match des étoiles. En 1999, il se distingue par un superbe jeu défensif à la 10e manche du match #3 des Séries de divisions face aux Astros de Houston. Les Braves atteignent la Série mondiale, mais Atlanta s'incline face aux Yankees de New York.
Walt Weiss a joué 1495 parties dans les majeures, frappant 1207 coups sûrs et 25 coups de circuit. Il a produit 386 points, en a marqué 623 et totalise 96 buts volés. Sa moyenne au bâton en carrière est de ,258.
Il a aussi atteint les séries éliminatoires dans 8 de ses 13 saisons complètes dans les majeures, faisant partie de 4 équipes finalistes de la Série mondiale. En 46 parties jouées dans 13 séries différentes, il n'a maintenu qu'une moyenne au bâton de ,190 avec 28 coups sûrs, un circuit et 7 points produits, mais aussi 8 buts volés et 18 points marqués.

## Carrière d'entraîneur

### Rockies du Colorado
Le 7 novembre 2012, Weiss devient le sixième gérant de l'histoire des Rockies du Colorado. Il succède à Jim Tracy.
Weiss prend les commandes d'une équipe à la fiche perdante depuis 2011. Sans grand support des gestionnaires, souvent qualifiés de « dysfonctionnels », de la franchise des Rockies, il dirige un club qui perd 88, 96 et 94 matchs, respectivement, de 2013 à 2015, et son avenir avec l'équipe est en suspens malgré la confiance indéfectible de ses meilleurs joueurs, Nolan Arenado et Carlos González.
La saison 2016 est la meilleure des Rockies sous les ordres de Weiss, mais le club réalise une autre saison perdante avec 75 victoires et 87 défaites.
En 4 saisons sous les ordres de Weiss, Colorado gagne 283 parties contre 365 défaites pour un pourcentage de victoires de ,437 en 648 matchs joués. Walt Weiss démissionne le 3 octobre 2016, blamant de mauvais rapports avec le directeur général Jeff Bridich ; près de 4 ans plus tôt, son prédécesseur Jim Tracy avait lui aussi mentionné des divergences d'opinion avec la direction pour expliquer son départ.